# Obwód Kowel-Miasto Armii Krajowej
Obwód Kowel-Miasto – jednostka terytorialna Związku Walki Zbrojnej, a następnie Armii Krajowej. Operowała na terenie miasta Kowel i nosiła kryptonim „Klin”.
Obwód Kowel-Miasto wchodził wraz z Obwodem Kowel-Teren AK i Obwodem Luboml AK w skład Inspektoratu Rejonowego Kowel Okręgu Wołyń („Konopie”).

## Skład
- Odcinek Kowel-Śródmieście
- Odcinek Kowel II
- Odcinek Kowel-Górka
- Odcinek Zielonka pod Kowlem